# Моргентау (село)
Моргентау — бывшее село в Советском районе Ставропольского края. Располагалось в юго-восточной части края, в 3 км к северу от села Озёрное и в 4 км к западу от села Новоканово.

## История
Село Моргентау (нем. Morgentau, буквально — «утренняя роса»):110 основано в 1907 году:44 переселенцами из немецкой колонии Каново:52. В административном отношении входило в состав Моздокского отдела Терской области. Принадлежало к лютеранскому приходу города Пятигорска. Согласно «Списку населённых мест Терской области (по данным к 1 июля 1914 года)», в посёлке Моргентау насчитывалось 22 двора, действовало поселковое училище. Общая площадь земельного надела посёлка составляла 1320 десятин; общее число жителей — 190 человек, из которых коренных — 152, «пришлых» — 38; коренное население — немцы, евангелическо-лютеранского вероисповедания:52—53.
7 августа 1915 года колония Моргентау переименована в посёлок Татьяновка.
По данным энциклопедического словаря «Немцы России» (2006), село Моргентау входило в Эйгенгеймскую волость с центром в селе Эйгенгейм.
В докладной записке «О немецком населении Орджоникидзевского края», составленной 20 сентября 1941 года краевым управлением НКВД, приводятся сведения об участии «крупно-середняцких зажиточных немцев» из Моргентау в борьбе против советской власти в период гражданской войны: «… в колонии Моргентау (Советский район) в 1918—1919 годах местное кулачество являлось организующим центром белогвардейского движения среди немцев, где был сформирован белогвардейский карательный отряд, входивший в состав отряда полковника белогвардейца Барачунова»:170. Доктор исторических наук Т. Н. Плохотнюк в своей работе «Российские немцы на Северном Кавказе» (2001) отмечает, что во время войны бо́льшая часть немецкого населения, проживавшего в регионе, «стремилась изолироваться, занять нейтральную позицию» и поэтому не шла «добровольно воевать ни на чьей стороне», а случаи сопротивления немцев новой власти (как это было в Моргентау или в колониях Ольгино и Карлсфельд Степновского района), являлись единичными:98.
В 1924 году населённый пункт Моргентау включён в Степновский район Терского округа Северо-Кавказского края. В списке населённых мест края на 1925 год упоминается как колония Моргентау в составе Соломенского сельсовета Степновского района. В колонии было 38 дворов, 2 колодца, начальная школа; население — 234 человека (117 мужчин, 117 женщин):364—365. В 1926 году Моргентау включена в состав Эйгенгеймского сельсовета Степновского района:326. В соответствии с «Поселенными итогами переписи 1926 года по Северо-Кавказскому краю», население колонии составляло 309 человек (151 мужчина, 158 женщин), из них 299 — немцы (97 %):326.
В 1929—1932 годах село Моргентау входило в Прохладненский район Северо-Кавказского края, с 1932 — в Моздокский. К началу Великой Отечественной войны числилось в составе Советского района Орджоникидзевского (с 1943 — Ставропольского) края:170.
В 1941 году немецкие жители Моргентау были депортированы в Казахстан. С августа 1942 года село находилось в оккупации. Освобождено 6 января 1943 года.
На топографической карте Генштаба Красной армии, составленной в 1942 году, в Моргентау отмечен 71 двор. На карте 1985 года населённый пункт на этом месте отсутствует.